# Schietsport op de Olympische Zomerspelen 1896

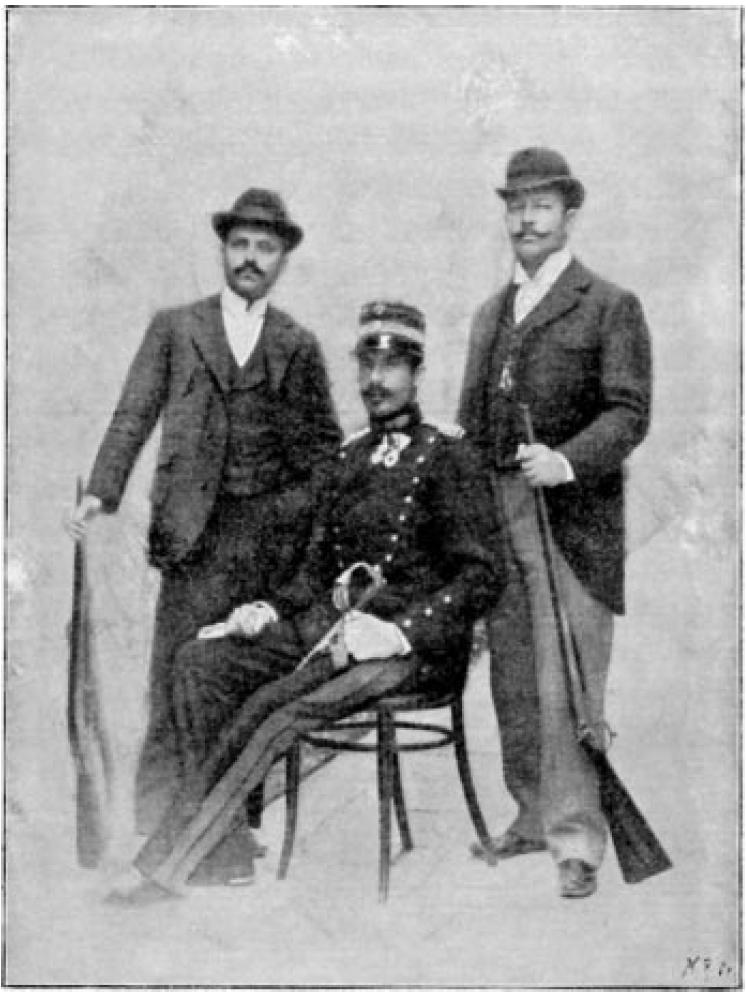
Medaillewinnaars Karasevdas, Fragkoulis en Orphanidis

De schietsport is een van de sporten die beoefend werden tijdens de Olympische Zomerspelen 1896 in Athene.

## Mannen

### Medailles
| Onderdeel             | Goud | Goud                | Zilver | Zilver              | Brons | Brons               |
| --------------------- | ---- | ------------------- | ------ | ------------------- | ----- | ------------------- |
| Militair geweer 200 m | GRE  | Pantelis Karasevdas | GRE    | Pavlos Pavlidis     | GRE   | Nicolaos Trikupis   |
| Vrij geweer 300 m     | GRE  | Georgios Orphanidis | GRE    | Ioannis Phrangoudis | DEN   | Viggo Jensen        |
| Militair pistool 25 m | USA  | John Paine          | USA    | Sumner Paine        | GRE   | Nikolaos Morakis    |
| Snelvuurpistool 25 m  | GRE  | Ioannis Phrangoudis | GRE    | Georgios Orphanidis | DEN   | Holger Nielsen      |
| Vrij pistool 30 m     | USA  | Sumner Paine        | DEN    | Holger Nielsen      | GRE   | Ioannis Phrangoudis |

## Medaillespiegel
| Plaats | Land             | NOC    | Goud | Zilver | Brons | Totaal |
| ------ | ---------------- | ------ | ---- | ------ | ----- | ------ |
| 1      | Griekenland      | GRE    | 3    | 3      | 3     | 9      |
| 2      | Verenigde Staten | USA    | 2    | 1      | 0     | 3      |
| 3      | Denemarken       | DEN    | 0    | 1      | 2     | 3      |
| Totaal | Totaal           | Totaal | 5    | 5      | 5     | 15     |